# Opius interpunctatus
Opius interpunctatus är en stekelart som beskrevs av Fischer 1999. Opius interpunctatus ingår i släktet Opius och familjen bracksteklar. Inga underarter finns listade i Catalogue of Life.